# Бесарык (Талапский сельский округ)
Бесарык (каз. Бесарық) — станция в Жанакорганском районе Кызылординской области Казахстана. Административный центр Талапского сельского округа. Код КАТО — 434062100.
В 10 км к юго-западу от станции расположен мавзолей Айкожи (Айгожи ишана) — памятник архитектуры республиканского значения; 12 км к юго-востоку — городище Сауран.

## Население
В 1999 году население станции составляло 991 человек (486 мужчин и 505 женщин). По данным переписи 2009 года, в населённом пункте проживало 1038 человек (536 мужчин и 502 женщины).

## Галерея

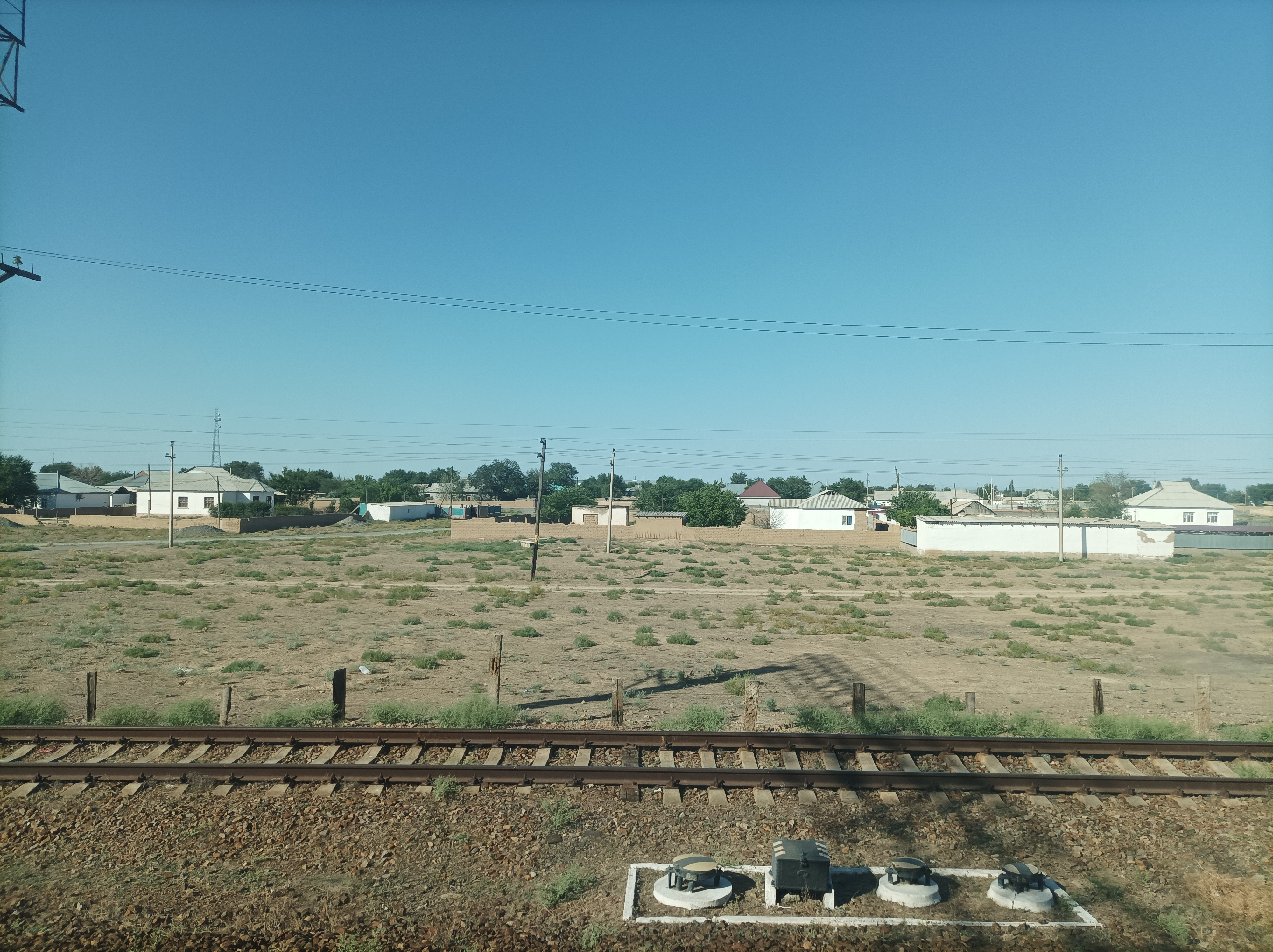
ст.Бесарык
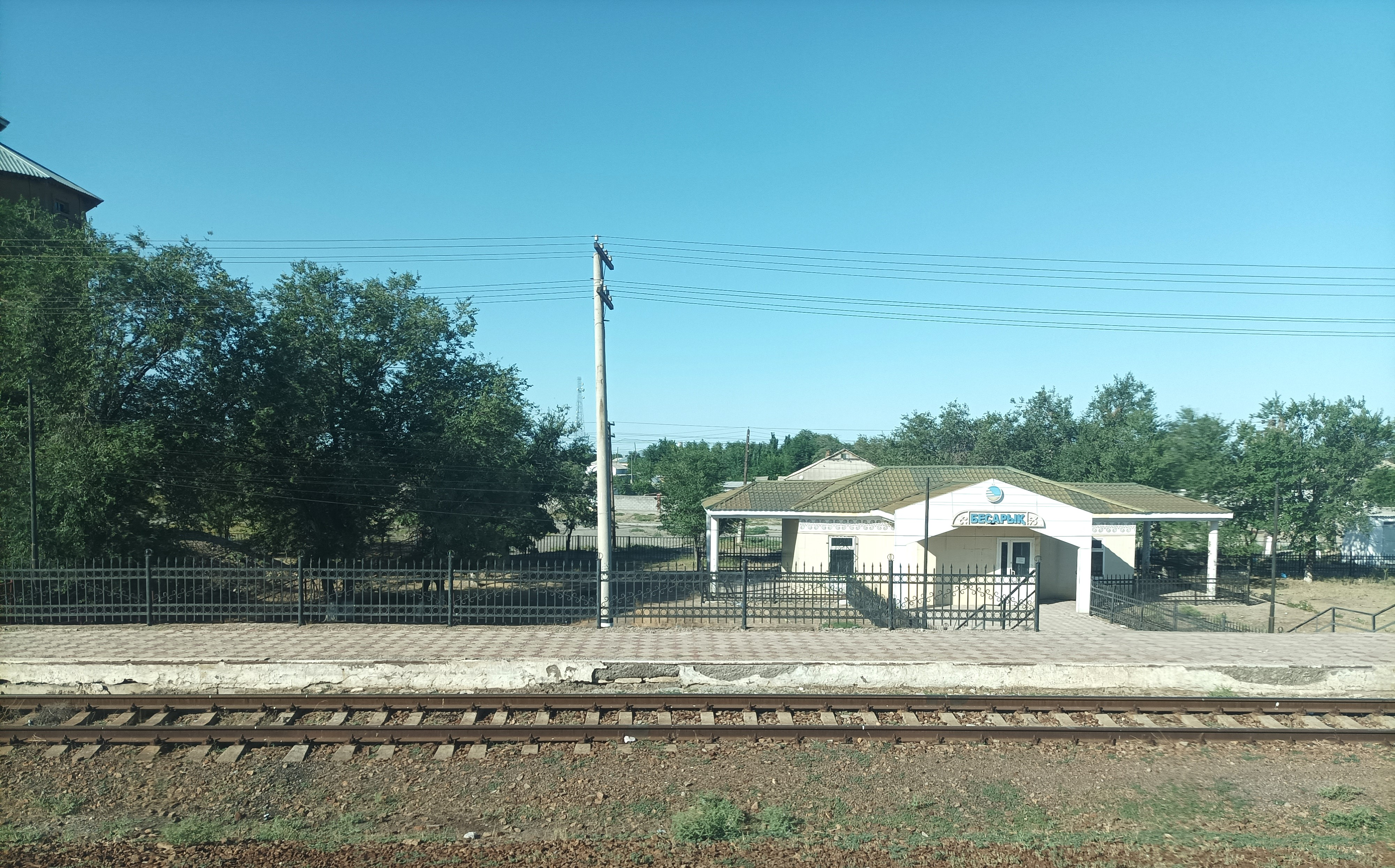
ж.д.станция
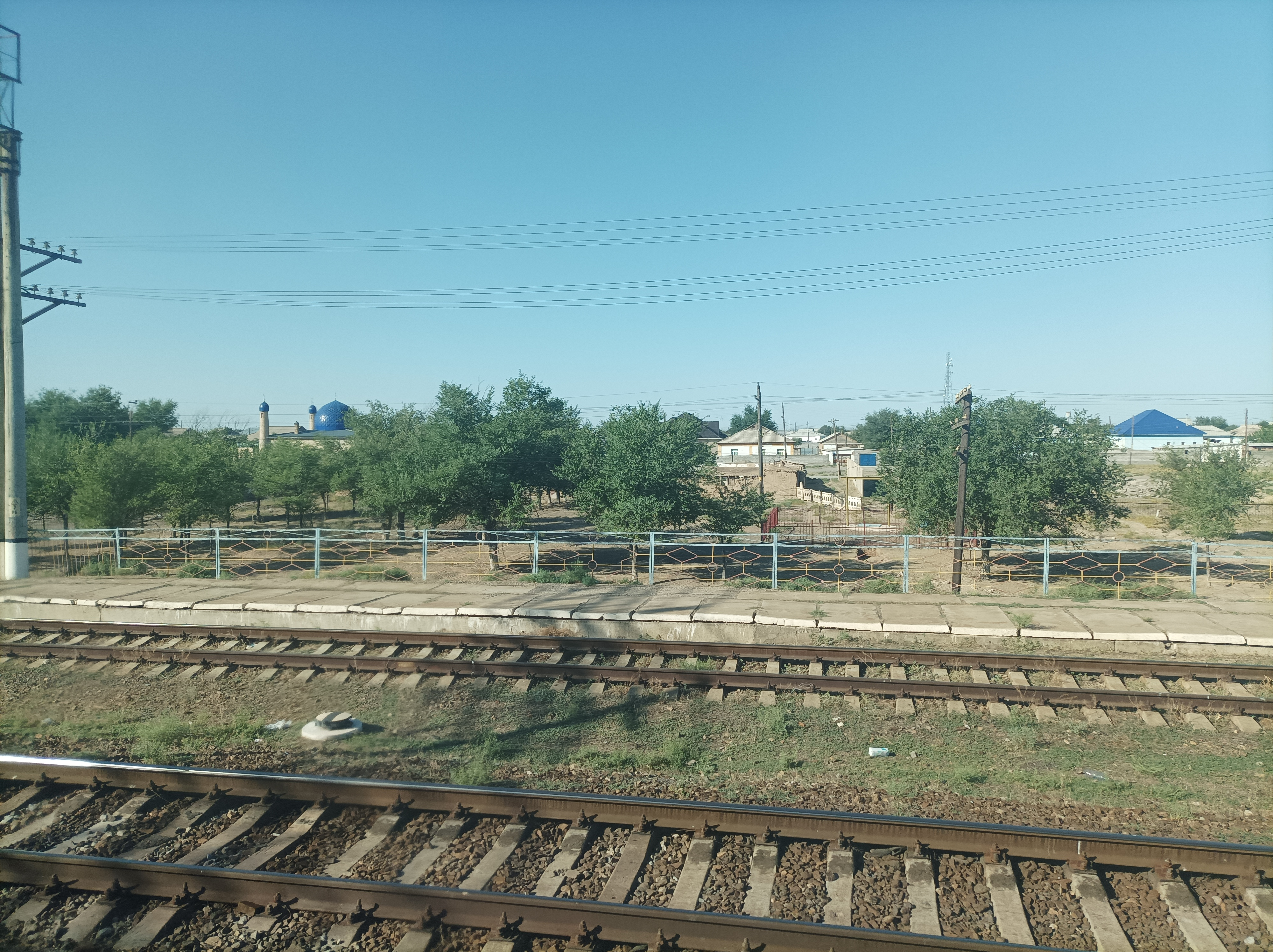
ст.Бесарык